# Sisamón
Sisamón község Spanyolországban,  Zaragoza tartományban. Sisamón Calmarza, Algar de Mesa, Villel de Mesa, Arcos de Jalón, Santa María de Huerta, Alconchel de Ariza, Cabolafuente, Cetina és Jaraba községekkel határos. Lakosainak száma 47 fő (2024).

## Népesség
A település népessége az utóbbi években az alábbiak szerint változott:
| Lakosok száma | 76   | 60   | 53   | 51   | 40   | 38   | 33   | 29   | 45   | 47   |
|               | 2001 | 2004 | 2007 | 2009 | 2012 | 2014 | 2017 | 2019 | 2022 | 2024 |